# René Lange
René Lange (* 22. November 1988 in Teterow) ist ein früherer deutscher Fußballspieler und heutiger Fußballtrainer.

## Karriere

### Als Spieler

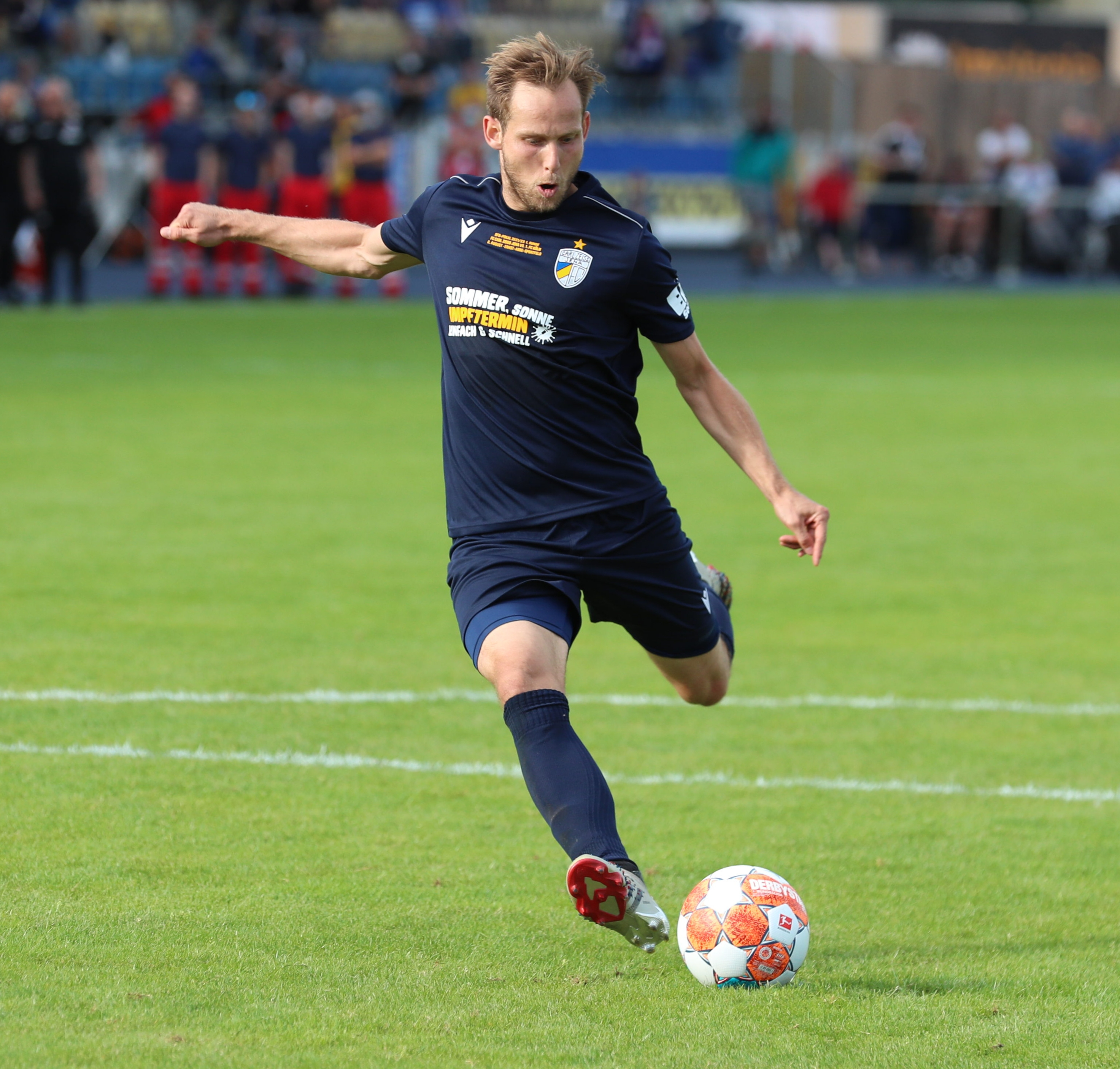
René Lange im Trikot des FC Carl Zeiss Jena (2021)

Der linksfüßige Defensivspieler durchlief ab seinem fünften Lebensjahr die Jugendmannschaften des Gnoiener SV aus dem nahe Teterow gelegenen Gnoien sowie des ebenfalls mecklenburgischen FC Neubrandenburg. 2003 wechselte er in die Jugendmannschaften des F.C. Hansa Rostock, mit dem er 2004/05 unter Trainer Thomas Finck deutscher Vize-Meister der B-Jugendlichen wurde. In den Spielzeiten 2005/06 und 2006/07 der A-Jugend-Bundesliga absolvierte Lange daraufhin 49 Einsätze für Rostock bei insgesamt sieben erzielten Toren, bevor er ab Sommer 2007 in den Herrenbereich des F.C. Hansa aufrückte.
Zunächst wurde Lange für die Rostocker Reservemannschaft verpflichtet, die in der Spielzeit 2007/08 der viertklassigen Oberliga Nordost die Qualifikation zur ab der Folgesaison nur noch viertklassigen Regionalliga anstrebte. Dabei entwickelte sich Lange, der in der Hinrunde der Oberliga-Saison lediglich neun Einsätze absolvierte, nach und nach zu einem Leistungsträger und trug schließlich mit weiteren 13 Einsätzen in der Rückrunde zur Regionalliga-Qualifikation der Mannschaft als Tabellenzweiter bei.
In der Regionalliga-Spielzeit 2008/09 absolvierte Lange daraufhin während der Hinrunde weitere 17 Einsätze für die Reservemannschaft, in denen ihm auch seine ersten zwei Tore im Herrenbereich gelangen. Ab April 2009 nahm er zwar auch am Trainingsbetrieb der Lizenzmannschaft unter dem kurz zuvor als Trainer engagierten Andreas Zachhuber teil, spielte jedoch weiterhin ausschließlich für die Reserve, zu deren Klassenerhalt er mit zwölf Rückrunden-Einsätzen beitrug.
Zu Beginn der Zweitliga-Saison 2009/10 unterschrieb Lange einen bis 2012 datierten Profi-Vertrag und bestritt schließlich am 27. September 2009 sein Zweitliga-Debüt für Rostock gegen Fürth, dem noch zwei weitere Zweitligaeinsätze folgten. Zum Saisonende stieg die Lizenzmannschaft jedoch in 3. Liga ab, woraufhin auch Langes Vertrag seine Gültigkeit verlor. Für die Reservemannschaft, die nun trotz sportlich erreichtem Klassenerhalt aus finanziellen Gründen in die Oberliga zurückgezogen wurde, hatte Lange unterdessen weitere 22 Einsätze in der Regionalliga-Saison 2009/10 absolviert.
Im Juni unterschrieb Lange einen neuen Ein-Jahres-Vertrag bei F.C. Hansa, konnte sich in der Spielzeit 2010/11 in der nun von Peter Vollmann trainierten Profimannschaft aber nicht durchsetzen. Daher absolvierte Lange insgesamt nur drei Drittliga-Einsätze und kam wieder verstärkt in der Rostocker Reservemannschaft zum Einsatz, für die er in der Saison 2010/11 der Oberliga Nordost unter Trainer Axel Rietentiet 14 Einsätze absolvierte. Auf den möglichen Wiederaufstieg der Mannschaft in die Regionalliga verzichtete der Verein jedoch.
2011/12 gehörte Lange auch offiziell nur noch zum Kader der Reserve, für die er im Saisonverlauf insgesamt 16 Einsätze bestritt, bevor er sich im März 2012 einen Kreuzbandriss zuzog. Zum Saisonende erreichte die Mannschaft daraufhin zwar als Tabellenerster die sportliche Qualifikation zur Regionalliga, doch blieb ihr das Recht zum Aufstieg mit dem gleichzeitigen Wiederabstieg der Profimannschaft schließlich verwehrt.
Ab dem Sommer 2013 war Lange für den 1. FC Magdeburg aktiv. Am 31. Mai 2015 schaffte er als Teil der Mannschaft im Rückspiel der Relegation gegen Kickers Offenbach den Aufstieg in die 3. Liga.
Er wechselte daraufhin zum FSV Zwickau und verblieb somit in der Regionalliga Nordost. In der Saison 2015/16 gelang ihm mit Zwickau ebenfalls der Titelgewinn und der Aufstieg in die 3. Liga. Am 16. März 2018 verlängert er seinen Vertrag beim FSV Zwickau um zwei weitere Jahre bis zum 30. Juni 2020.
Im Juli 2020 wechselte Lange zum FC Carl Zeiss Jena, wo er einen Vertrag bis Sommer 2022 mit Option auf eine Verlängerung um ein Jahr unterschrieb.

### Als Trainer
In der Winterpause der Saison 2022/23 wurde er zum Co-Trainer von Rene Klingbeil berufen. Wenige Tage nach seiner Beurlaubung in Jena wechselte er zum Greifswalder FC und wurde Co-Trainer von Lars Fuchs.

## Erfolge
- Aufstieg in die 3. Liga 2015 mit dem 1 FC Magdeburg und 2016 mit dem FSV Zwickau